# 縣道140號
縣道140號（南房－卓蘭），臺灣一條橫貫於苗栗縣南部的縣道，故有苗栗南橫公路與苗栗縣南橫公路之稱號。其前身為縣道130甲號、中苗6線、苗58線等三線，經整編之後，串聯起苑裡、三義、卓蘭三鄉鎮，構成一條全線沿大安溪北岸而行的東西向公路。路線西起苗栗縣苑裡鎮房裡之台61線房裡交流道，於三義鄉火炎山（新）義里大橋北端與台13線交會，再於卓蘭鎮卓蘭大橋北端與台3線交會、東迄臺中市和平區雙崎中47線鄉道路口，全長共計34.748公里。

## 歷史沿革
1994年中苗6線鄉道改編升格為縣道130甲 南房－三義，全長12.935公里。2004年1月15日，起點延伸至台61線，並改編為縣道140號 南房－三義。2013年6月29日，三義至卓蘭大橋之路段通車，全長共計10.6公里，與西段原有縣道140號串聯，構成了苑裡、三義、卓蘭等三鄉鎮的一條橫向交通動線，因而稱為「苗栗南橫公路」或「苗栗縣南橫公路」。2013年10月2日公告，將三義至卓蘭新闢路段納入，於白布帆大橋與苗58線共線，訖點延長至卓蘭與臺中市和平區中47線鄉道銜接處。路線調整後，路線名稱改為南房－卓蘭，里程增加為34.748公里。

## 行經行政區域
| 苗栗縣 | 苑裡鎮  | 房裡交流道    | 0.000  | 台61線          | 公路起點 台61線僅設南出北入          |
| 苗栗縣 | 苑裡鎮  | 房裡          | －     | （地區道路）    |                                      |
| 苗栗縣 | 苑裡鎮  | 山柑尾        | 1.334  | 台1線           |                                      |
| 苗栗縣 | 苑裡鎮  | － 跨越海岸線 |        |                 |                                      |
| 苗栗縣 | 苑裡鎮  | 田心          | －     | 苗47-1線        |                                      |
| 苗栗縣 | 苑裡鎮  | 苑裡交流道    | 5.450  | 國道三號        |                                      |
| 苗栗縣 | 苑裡鎮  | 山柑          | 6.003  | 市道121號       |                                      |
| 臺中市 | 大甲區  | 日南社        | －     | 苗43-1線        | 苗43-1線終點                         |
| 苗栗縣 | 苑裡鎮  | 玉田          | －     | （地區道路）    |                                      |
| 苗栗縣 | 苑裡鎮  | 上館          | －     | 苗69線          | 與苗69線共線起點                     |
| 苗栗縣 | 苑裡鎮  | 上館          | －     | 苗69線          | 與苗69線共線終點                     |
| 苗栗縣 | 苑裡鎮  | 上館          | －     | 苗47線          | 苗47線終點                           |
| 苗栗縣 | 苑裡鎮  | 上館          | －     | 苗43線          | 苗43線終點                           |
| 苗栗縣 | 苑裡鎮  | 南勢林        | －     | （地區道路）    |                                      |
| 苗栗縣 | － 隧道 |               |        |                 |                                      |
| 苗栗縣 | 三義鄉  | 伯公坑        | －     | （地區道路）    |                                      |
| 苗栗縣 | 三義鄉  | －            |        |                 |                                      |
| 苗栗縣 | 三義鄉  | 鯉魚潭        | 14.333 | 台13線          | 台13線無南下出口                     |
| 苗栗縣 | 三義鄉  | 鯉魚潭        | 15.200 | 苗52線          | 苗52線起點                           |
| 苗栗縣 | 三義鄉  | 鯉魚潭        | 15.800 | 苗51線          |                                      |
| 苗栗縣 | 卓蘭鎮  | 卓蘭市區      | 25.550 | 台3線           |                                      |
| 苗栗縣 | 卓蘭鎮  | －            |        |                 |                                      |
| 苗栗縣 | 卓蘭鎮  | 內灣          | －     | （地區道路）    |                                      |
| 苗栗縣 | 卓蘭鎮  | －            |        |                 |                                      |
| 苗栗縣 | 卓蘭鎮  | 白布帆        | －     | 苗58線          | 與苗58線共線起點                     |
| －     |         |               |        |                 |                                      |
| 臺中市 | 和平區  | 雙崎          | 34.748 | 中47線 · 苗58線 | 公路終點 苗58線終點 與苗58線共線終點 |
| 共線   |         |               |        |                 |                                      |

## 沿線路名
- 田心二十四路

## 沿線設施與景點
- 房裡交流道（ 台61線）
- 苗栗縣私立龍德高級家事商業職業學校
- 苑裡交流道（ 國道三號）
- 火炎山

## 外部連結
- YouTube上的縣道140號東向
- YouTube上的縣道140號西向